# Guineu voladora de les illes de la Lleialtat
La guineu voladora de les illes de la Lleialtat (Pteropus ornatus) és una espècie de ratpenat de la família dels pteropòdids. És endèmica de Nova Caledònia. El seu hàbitat natural són els boscos humits tropicals densos situats a barrancs. Està amenaçada per la caça furtiva.